# کارا (شیلکا)
کارا (انگلیسی: Kara) یک رودخانه در سرزمین زابایکالسکی کشور روسیه است.